# Provincia A Coruña
A Coruña este o provincie în Spania, în comunitatea autonomă Galicia. Capitala sa este A Coruña.

Diviziunile Provinciei A Coruña

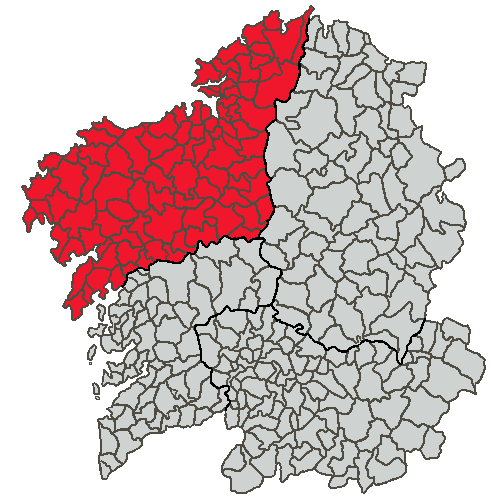
Așezarea provinciei în Galicia